# Вливание водки в глаза
Вливание водки в глаза (англ. Vodka eyeballing) — способ употребления водки путём её заливания или закапывания в глазное яблоко.

## Распространение
Существует две версии появления и распространения практики вливания водки в глазное яблоко. Согласно первой, на этот шаг шли официантки, работающие в заведениях курортных и игорных зон США, в надежде получить больше чаевых, посредством демонстрации данного «трюка» перед посетителями. Распространение среди широких масс, согласно этой гипотезе, произошло благодаря выходу в 2000 году фильма «Кевин и Перри уделывают всех», в котором один из героев, в исполнении Риса Иванса, был ярым поклонником данного вида употребления алкоголя.
Согласно другой версии, вливание водки в глаза является следствием тренда, распространявшимся среди британских студентов в начале 2010-х годов, посредством челленджей на YouTube.

## Влияние на организм

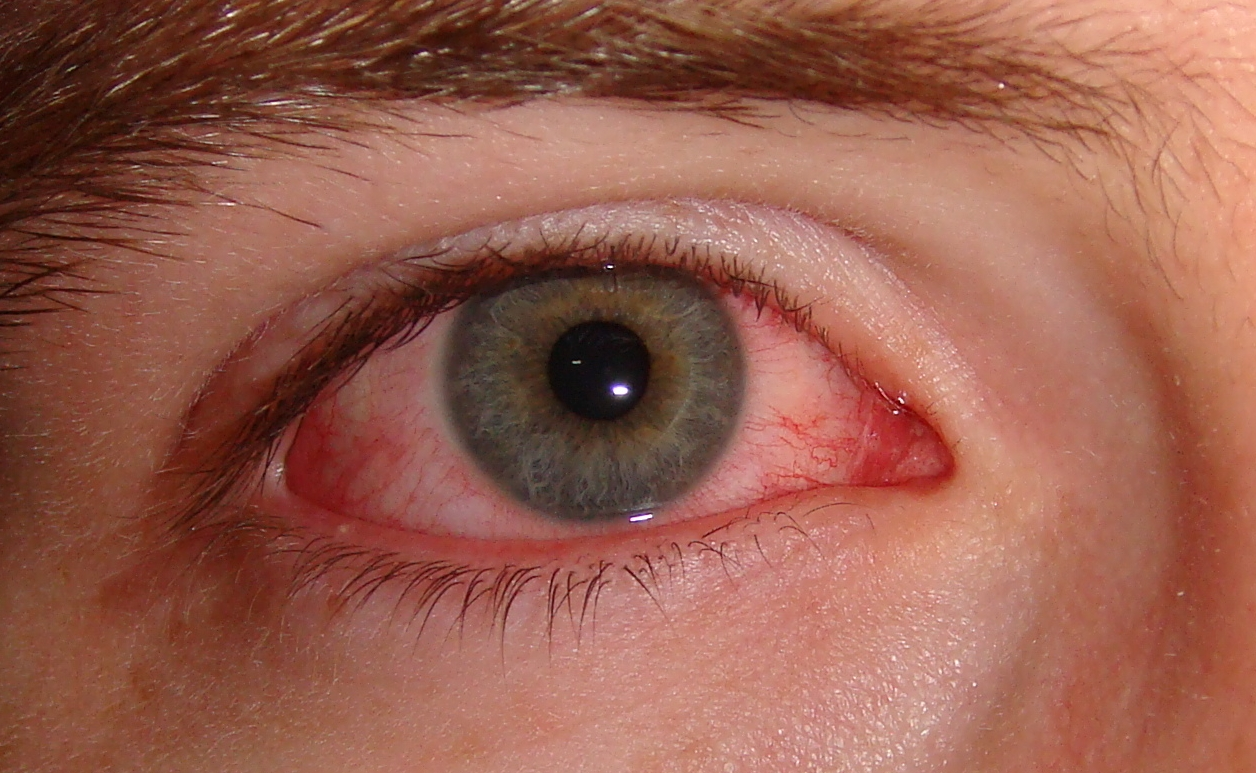
Конъюнктивит — одно из возможных последствий вливания крепкого алкоголя в глаза.

Несмотря на бытующее в среде людей, употребляющих водку таким образом, мнение о более быстром опьянении, за счёт попадания алкоголя в слизистую оболочку и вены в задней части глазного яблока, специалисты из Американской академии офтальмологии отвергают эту точку зрения, а ощущаемый выпивающими эффект приписывают заранее употреблённой обычным путём дозе горячительного напитка.
Также, несмотря на использование медиками спиртового раствора крепостью в 20 градусов при совершении операций по трансэпителиальной фоторефракционной кератэктомии, офтальмологи не рекомендуют вливать водку себе в глаз, так как воздействие на глазное яблоко напитков, обладающих вдвое большей крепостью, может стать причиной конъюнктивита, ожога роговицы, а также появления на глазном яблоке рубцов и ссадин, что влечёт за собой возникновение инфекций и последующую слепоту.